# ケーブルビジョン東ほうき
ケーブルビジョン東ほうき（通称HCV）は、かつて鳥取県中部をエリアとしていた第三セクターのケーブルテレビ局。2007年4月1日に東伯地区有線放送(TCB)と合併、新会社「鳥取中央有線放送」が誕生した。

## 所在地
- 本社・放送センター
  - 鳥取県東伯郡湯梨浜町田後458番地1

## 歴史
- 1994年（平成6年）2月14日
  - 鳥取県内初の第三セクターの農村型ケーブルテレビとして設立。（*注）
  - 当時は旧羽合町をサービスエリアとしていた。
- 1997年（平成9年）4月
  - 旧東郷町、旧北条町で開局。
- 2000年（平成12年）
  - 旧泊村で開局。
- 2001年（平成13年）4月9日
  - BSデジタル放送のアナログ再送信を開始。
- 2006年（平成18年）
  - 東伯地区有線放送(TCB)と共同でHCV・TCB合併協議会を設置。
- 2007年（平成19年）4月1日
  - 東伯地区有線放送（TCB）と合併、新会社「鳥取中央有線放送」が誕生。
- （*注）旧羽合町、旧東郷町、旧北条町、旧泊村の4ヵ町村とそれぞれの町村の農協（当時）、県農とっとりの9団体が出資していたが、当初は旧羽合町のみを対象エリアとしていた。その後、順次他の町村にも拡充されていった。
- 湯梨浜町の旧町村の整備については、広報ゆりはま2007年10月号に記載がある。また旧泊村地域の加入者間無料通話のファックス電話設置についても記載されている。

## サービスエリア
- 鳥取県東伯郡湯梨浜町
- 鳥取県東伯郡北栄町（北条地区）

### 自社以外の配信先
- 東伯地区有線放送(TCB)
  - 鳥取県東伯郡北栄町（大栄地区）
    - HCVの自主制作番組の配信のみ（北栄町のみ実施）。

## 主な放送チャンネル

### 地上波系列別再送信局
| NHK-G   | NHK-E   | NTV          | ANN      | JNN      | TXN            | FNS            | YOU13      |
| ------- | ------- | ------------ | -------- | -------- | -------------- | -------------- | ---------- |
| NHK鳥取 | NHK鳥取 | 日本海テレビ | 朝日放送 | 山陰放送 | テレビせとうち | 山陰中央テレビ | サンテレビ |

### テレビ局
| アナログ | 放送局                        |
| -------- | ----------------------------- |
| 1        | 日本海テレビ                  |
| 2        | テレビせとうち                |
| 3        | NHK鳥取総合                   |
| 4        | NHK鳥取教育                   |
| 5        | HCV自主放送                   |
| 6        | NHKBS1                        |
| 8        | 朝日放送                      |
| 9        | サンテレビ                    |
| 10       | 山陰放送                      |
| 11       | 山陰中央テレビ                |
| 12       | NHKBS2                        |
| 20(C30)  | NHKBShi                       |
| 23(C31)  | BS日テレ                      |
| 24(C32)  | BS朝日                        |
| 25(C35)  | BS-i（現在のBS-TBS）          |
| 26(C36)  | BSジャパン（現在のBSテレ東）  |
| 27(C37)  | BSフジ                        |
| 30       | WOWOW                         |
| 31       | 衛星劇場                      |
| 32       | スター・チャンネル            |
| 33       | スター・チャンネル クラシック |
| 35       | グリーンチャンネル            |
| 36       | GAORA                         |
| 37       | スペースシャワーTV            |

### ラジオ局
- 公式サイトでは、NHK・FMとFM放送の2波を放送と表明されているだけであった。

## インターネット事業
ケーブルインターネットは実施されていない。「HCVnet」の名称で電話回線を使用するADSLサービスが実施されており、合併後も「HCVnet」の名称のままでサービスが継続された。

## 出資者
湯梨浜町、北栄町、鳥取中央農業協同組合、全国農業協同組合連合会鳥取県本部